# Ignacio López Arribas
Ignacio López Arribas (Conca, 7 de juny de 1947) ha estat un sindicalista i polític valencià, diputat a les Corts Valencianes en la III Legislatura.
Ha treballat com a auxiliar tècnic mecànic en la planta industrial Proquimed, en la que ha estat delegat sindical pel sindicat Unió General de Treballadors, del que ha estat Secretari General Comarcal de la Plana Mitjana. Fou elegit diputat a les eleccions a les Corts Valencianes de 1991 pel PSPV-PSOE. Ha estat secretari de la Comissió Permanent no legislativa de Seguretat Nuclear de les Corts Valencianes de 1991 a 1995. No fou reelegit a les eleccions de 1995 i continuà amb la seva tasca sindicalista dins Proquimed.